# 한왕 성
한왕 성(韓王 成, 생년 미상 ~ 기원전 206년)은 진나라 말기의 인물로 한나라 왕이다. 한 왕실의 일원으로 진나라 말의 혼란기에 재건된 한나라의 왕으로 추대되었으나, 서초패왕 항우에게 한왕 유방과의 관계 때문에 살해당했다.

## 생애
진나라에 망한 한나라의 여러 공자 중 하나로, 장량의 말에 따르면 횡양군(橫陽君)이란 군호(君號)가 있었다. 대대로 한나라의 재상을 지낸 가문 출신인 장량이 초 의제를 옹립한 항량에게 왕의 재목으로 추천해서 한나라 왕이 되었고 장량이 사도가 되었다. 진 2세황제 2년 6월(기원전 208년)이 재건된 한나라의 시작이 되었다. 그리고 옛 한나라 땅 일부를 회복했으나, 진나라의 반격으로 도로 잃고 영천에서 유군을 이끌었다.
한때 장량이 섬긴 패공 유방이 남양군을 공략할 때 장량도 패공에 속해 한나라의 10여 성을 함락했다. 패공은 한왕 성에게 양책을 지키게 했다.
항우가 기원전 206년에 진나라를 멸하고 각지에 제후들을 봉건하면서, 한성도 한왕이 되었고 서울은 양책에 두었다. 그러나 장량을 한왕 유방에게 종군시켰기 때문에, 군공이 없다 하여 항우가 봉국으로 보내지 않고 서초의 서울 팽성에 머무르게 해 감시를 받았다. 결국 왕위를 뺏겨 열후로 강등되었고, 살해됐으며, 정창이 항우에게서 대신 한왕으로 임명되었다. 장량은 유방에게로 달아나, 유방 밑에 있던 한나라 왕실 자손 한신을 새 한왕으로 세우고 항우에게 저항하게 했다.